# Гесден (Астен)
 Гесден (нід. Heusden) — село в нідерландській провінції Північний Брабант. Входить до муніципалітету Астен.
Його площа становить 26,26 км², а населення станом на 2021 рік складало 2 490 осіб.
Перша згадка про населений пункт датується 1794 роком.

## Галерея

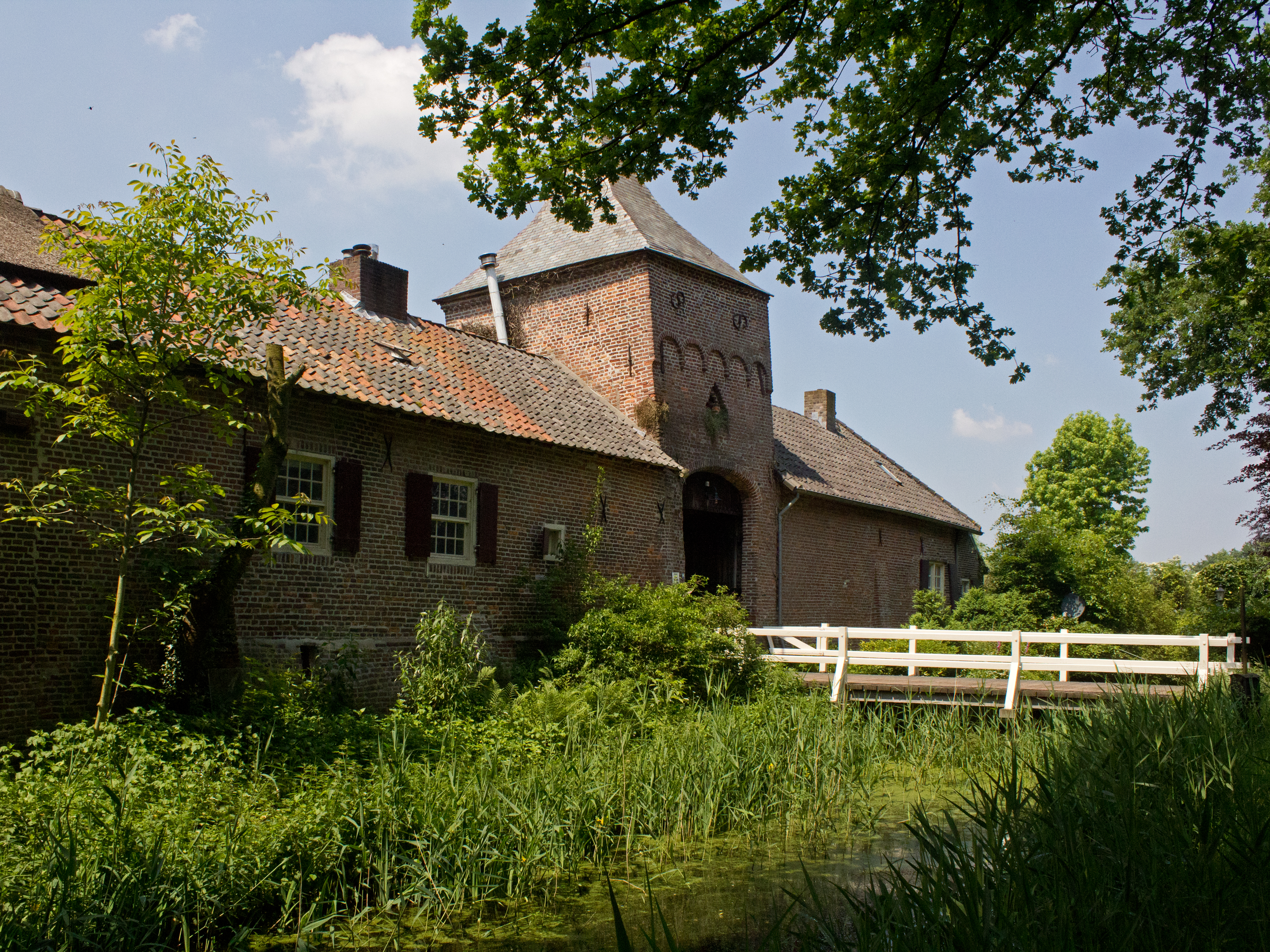
Зовнішня стіна замку Астен
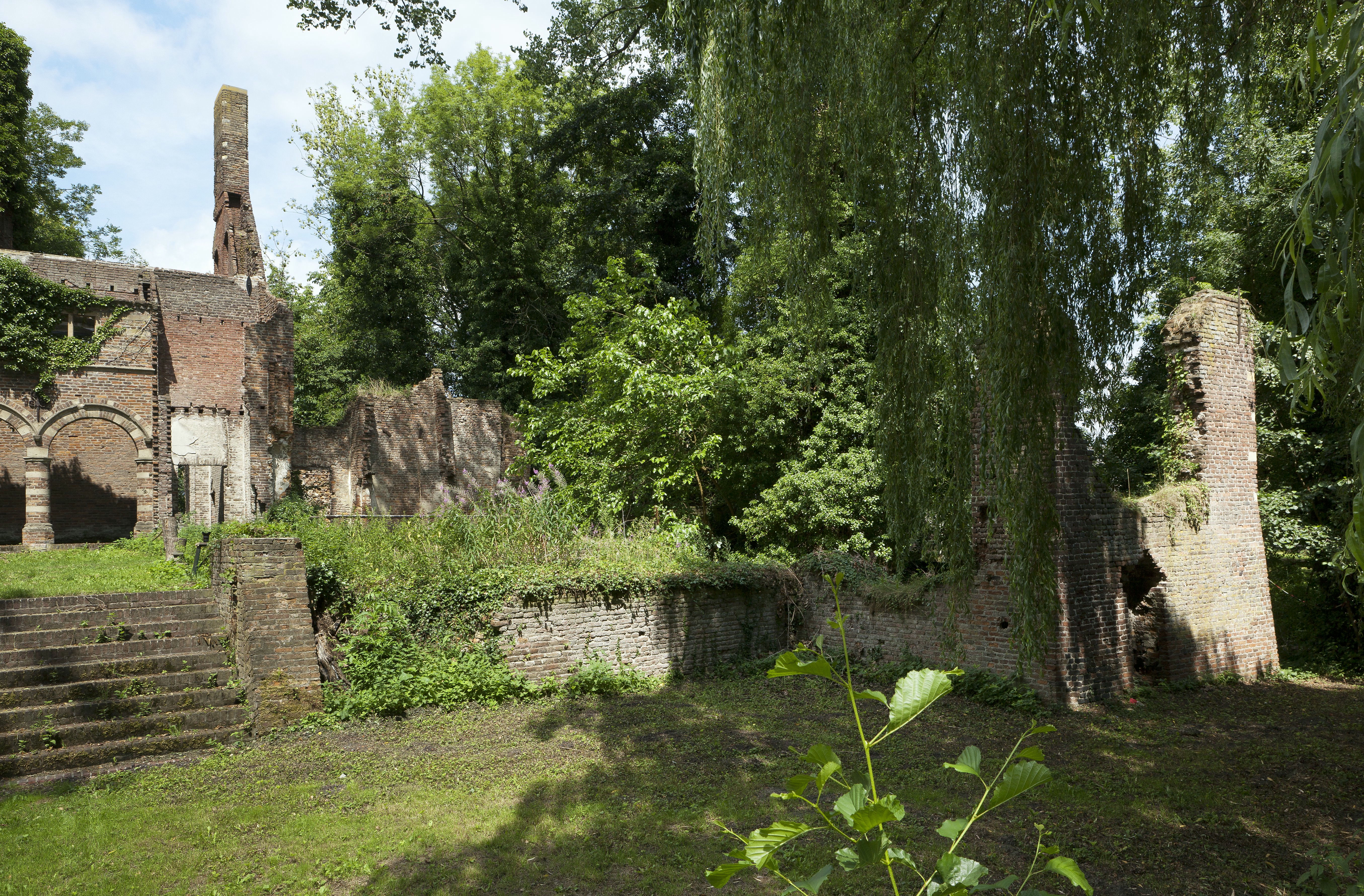
Руїни замку Астен